# 1,2-二氯乙烯
1,2-二氯乙烯（1,2-Dichloroethene）是分子式為C2H2Cl2的有機氯化合物，是高度可燃性、有辛辣氣味的無色液體。1,2-二氯乙烯有兩種顺反异构物，分別是順1,2-二氯乙烯及反1,2-二氯乙烯，但一般會用這兩種异构物的混合物。

## 制備
順式1,2-二氯乙烯可以用受控制的乙炔鹵化來制備：
C2H2  +  Cl2   →   C2H2Cl2
在工業上這兩種異構物都是大量生產氯乙烯時的副產品，不過和氯乙烯不同，這兩種異構物不會聚合。
反式1,2-二氯乙烯常用在清潔電子零件、精密清潔及特定金屬清潔的應用中
二種異構物都會參與熊田偶联反应。反式1,2-二氯乙烯會參與加環反應。

## 安全性
1,2-二氯乙烯對大鼠有相當的口服毒性。
在一些受污染的水及土壤中可以發現1,2-二氯乙烯，也是三氯乙烯分解後的產物。這些物質的進一步分解需格外的注意，例如因為鐵粒子而出現的分解。

## 外部連結
- 国际化学品安全卡0436
- NIOSH Pocket Guide to Chemical Hazards. . NIOSH.